# Conversation dans un parc
Conversation dans un parc est un tableau réalisé par le peintre britannique Thomas Gainsborough en 1746-1748. Cette huile sur toile est le double portrait d'une jeune femme en robe rose, éventail en main, et d'un jeune homme en rouge coiffé d'un tricorne, tenant un livre, alors qu'ils sont assis sur un banc, sous les arbres d'un parc, parmi lesquels on distingue un édifice à l'antique, au-delà d'un ruisseau. Différentes hypothèses existent ou ont pu exister quant à l'identité des modèles de cette conversation piece, Thomas Sandby, son frère Paul Sandby ou l'artiste lui-même ayant été envisagés comme la figure masculine montrant de la main son épouse. Don du fils de Camille Groult en 1952, l'œuvre est conservée depuis lors au musée du Louvre, à Paris, en France.